# Rivers Solomon
Rivers Solomon es una persona escritora estadounidense de ciencia ficción y especulativa. En 2018, recibió el premio Firecracker in Fiction de la Community of Literary Magazines and Presses' por su novela debut An Unkindness of Ghosts, y en 2020 su segunda novela, The Deep, ganó el Premio Literario Lambda. La tercera novela, Sorrowland, se publicó en mayo de 2021.

## Biografía
Solomon es una persona no binaria e intersexual, y utiliza los pronombres fae/faer y they/them. Se describe a sí misme como "una lesbiana, una anarquista, una bestia, una exiliada, una navaja, un naufragio y una refugiada de la trata transatlántica de esclavos; y escribe sobre la vida en los márgenes, donde se siente como en casa”.
Desde 2018, Solomon vive en Cambridge, Reino Unido, con su familia. Originaria de los Estados Unidos, se licenció en Estudios Comparados Étnicos y de Raza de la Universidad Stanford en California y tiene un máster en Escritura de Ficción del Centro Michener para Escritores de la Universidad de Texas en Austin. Creció en California, Indiana, Texas y Nueva York. Sus influencias literarias incluyen a Ursula K. Le Guin, Octavia E. Butler, Alice Walker, Zora Neale Hurston, Ray Bradbury, Jean Toomer y Doris Lessing.

## Obra
La primera novela de Solomon fue An Unkindness of Ghosts, una novela de ciencia ficción que explora la conjunción entre el racismo estructural y las naves generacionales. Fue publicada en 2017 por Akashic Books. El libro fue considerado el mejor libro de 2017 por The Guardian, NPR, Publishers Weekly, Library Journal, Bustle y otros, así como libro de honor de Stonewall, ganador del Firecracker y finalista de los premios Locus, Lambda, Tiptree, el premio Astounding y los premios Hurston / Wright.
Amal El-Mohtar escribió sobre An Unkindness of Ghosts: "Al leerlo, sentí que se formaba una vastedad dentro de mí, vertiéndose en mí como tantas estrellas, y cuanto más leía, más grande me sentía, cayendo por una madriguera del cielo y con el único deseo de ir más lejos y más profundo con cada página”. Gary K. Wolfe opinaba: "Todo esto podría hacer que An Unkindness of Ghosts suene como una alegoría programática de la esclavitud vestida con adornos de naves estelares generacionales, pero la evocación de Salomon de esta sociedad es tan agudamente detallada y visceralmente realizada, los personajes observados tan de cerca, las escenas individuales tan estrechamente estructuradas, que la novela alcance un poder sorprendente y momentos de brillantez".
Su segundo libro, The Deep, (2019, Saga Press), está basado en la canción del mismo nombre nominada al Hugo del grupo experimental de hip-hop Clipping, y describe una sociedad submarina utópica construida por los descendientes (que respiran agua) de mujeres esclavas embarazadas arrojadas por la borda desde barcos esclavistas. The Deep ganó el premio Lambda de 2020 y fue preseleccionada para los premios Nebula, Locus y Hugo. Ha sido traducido al español como “En las profundidades (The Deep)” por Carla Bataller Estruch, edición de Crononauta.
El 3 de octubre de 2019, se anunció que MCD Books había adquirido el siguiente libro de Solomon, Sorrowland, que se publicó en mayo de 2021. Sorrowland se describe como "una obra de ficción gótica que supera el género y que lucha con la enredada historia del racismo en Estados Unidos y la marginación de los indeseables de la sociedad".
Otras obras breves de Solomon ha aparecido en Black Warrior Review, The New York Times, Guernica, Best American Short Stories, Tor.com, y en otros lugares. Elle ha colaborado con escritores tales como Yoon Ha Lee, Becky Chambers y SL Huang en la novela en serie The Vela.